# Xiá
Xiá (llamada oficialmente Santa María de Xiá) es una parroquia y un lugar español del municipio de Friol, en la provincia de Lugo, Galicia.

## Organización territorial
La parroquia está formada por cuarenta y dos entidades de población, constando treinta y cinco de ellas en el nomenclátor del Instituto Nacional de Estadística español:

### Entidades de población
Entidades de población que forman parte de la parroquia:
- Abeledo (O Abeledo)
- Ascariz
- Bertamil
- Carballeira (A Carballeira)
- Casanova (A Casanova)
- Casferro
- Casroque
- Castorres
- Castronela (A Castronela)
- Corno do Boi
- Currás
- Enxeito (O Enxeito)
- Escorial (O Escorial)
- Folgar (O Folgar)
- Fonteseca
- Foxón (O Foxón)
- Freixido (O Freixido)
- Lousado (O Lousado)
- Luz (A Luz)
- Outeiro (O Outeiro)
- Ordóñez
- Pallota (A Pallota)
- Peteta (A Peteta)
- Pontexiá (A Pontexiá)
- Portadornas
- Portalamoso
- Pousada
- Pozas (As Pozas)
- Rétede
- San Paio
- Santalla (Casantalla)
- Sisto
- Suouteiro
- Torre da Luz (A Torre da Luz)
- Toxo (O Toxo)
- Vilar (O Vilar)
- Xesteira (A Xesteira)
- Xiá

### Despoblados
Despoblados que forman parte de la parroquia:
- Bagulla (A Bagulla)
- Caspardo
- Eirexe (A Eirexe)
- Foxo (O Foxo)

## Demografía

### Parroquia
| Gráfica de evolución demográfica de Xiá (parroquia) entre 2000 y 2019 |
|                                                                       |
| Datos según el nomenclátor publicado por el INE.                      |

### Lugar
| Gráfica de evolución demográfica de Xiá (lugar) entre 2000 y 2019 |
|                                                                   |
| Datos según el nomenclátor publicado por el INE.                  |